# Yūto Mori
Yūto Mori (japanisch 森 勇人 Mori Yūto; * 21. April 1995 in Anjō) ist ein japanischer Fußballspieler.

## Karriere
Mori erlernte das Fußballspielen in der Jugendmannschaft von Nagoya Grampus. Seinen ersten Vertrag unterschrieb er 2014 bei Nagoya Grampus. Der Verein spielte in der höchsten Liga des Landes, der J1 League. 2017 wechselte er zum Ligakonkurrenten Gamba Osaka. 2019 wechselte er zum Zweitligisten Mito HollyHock. Für den Verein aus Mito bestritt er 85 Zweitligaspiele. Zu Beginn der Saison 2023 wechselte er zum Drittligisten Kamatamare Sanuki.